# Chung Dong-young

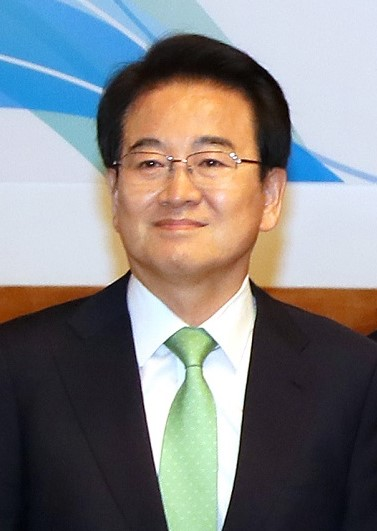
Chung Dong-young (2019)

Chung Dong-young (* 27. Juli 1953 in Sunchang, Jeollabuk-do) ist ein südkoreanischer Politiker und Mitglied der Gukhoe, wo er den Sitz C von Jeonju, der Hauptstadt von Jeollabuk-do vertritt. Er amtierte als Wiedervereinigungsminister und ist aktuell Parteivorsitzender der Minju-peyonghwa-Partei, einer linksgerichteten Abspaltung der ehemaligen Gungminui-Partei.

## Werdegang
Chung Dong-young wurde 1953 in Jeollabuk-do geboren und studierte Koreanische Geschichte an der Seoul National University. Dieses Studium beendete er 1979. Später beendete er sein Masterstudium an der University of Wales. Danach war er bis zu seinem Gang in die Politik als Journalist und Nachrichtenmoderator bei der Munhwa Broadcasting Corporation tätig.
1996 wurde er in die Gukhoe, welcher er bis 2004 angehörte. Anfang 2004 wurde er zum Parteivorsitzenden der Ende 2003 gegründeten Yeollin-uri-Partei gewählt. Im Juli 2004 wurde er zum Wiedervereinigungsminister unter Präsident Roh Moo-hyun ernannt. In dieser Zeit war er ein Vertreter der Sonnenscheinpolitik. In seine Amtszeit fiel die Eröffnung der Industrieregion Kaesŏng, einer Sonderwirtschaftszone in Nordkorea nahe der Stadt Kaesŏng. Seine Amtszeit als Wiedervereinigungsminister endete im Februar 2006. Zusätzlich dazu gehörte es zu Chungs Aufgaben, im Auftrag von Präsident Roh Nordkorea zur Teilnahme an den Sechs-Parteien-Gesprächen zu bewegen. Dazu gehörte die Zusage, dass Südkorea zwei Millionen Kilowatt Elektrizität und andere Hilfsmittel bereitstellen würde für Nordkorea.
Chung bewarb sich in der Präsidentschaftswahl in Südkorea 2007 als Kandidat seiner Partei gegen den späteren Wahlgewinner Lee Myung-bak und Lee Hoi-chang. Chung konnte landesweit jedoch nur 26,1 % der Wählerstimmen auf sich vereinen und scheiterte letztlich mit seinem Versuch Präsident von Südkorea zu werden. Die einzigen Provinzen, die mehrheitlich für ihn gestimmten haben, waren die traditionell politisch liberalen Provinzen der Region Jeolla-do und die Stadt Gwangju. Dort erhielt Chung nahezu 80 % der Wählerstimmen. Insgesamt verlor Chung die Wahl and Lee Myung-bak mit dem größten Abstand einer südkoreanischen Präsidentschaftswahl.
Im Jahr 2009 kehrte Chung bis Mai 2012 als Abgeordneter in die Gukhoe zurück und repräsentierte den Deokjin-gu der Stadt Jeonju. Seit 2016 repräsentiert er erneut Jeonju in der Gukhoe. Im August 2018 wurde er mit 68 % zum neuen Parteivorsitzenden der Minju-peyonghwa-Partei, welche aus der Gungminui-Partei hervorging, gewählt.